# 有賀幸作
有賀 幸作（あるが こうさく、1897年（明治30年）8月21日 - 1945年（昭和20年）4月7日）は、日本の海軍軍人。最終階級は海軍中将。戦艦大和最後の艦長として有名である。長野県南信地方に多い姓である有賀は、「ありが」ではなく「あるが」と読む例が多いが、当人は相手が聞き返すことを嫌い、ありがの読み方で通した。軍帽裏のネーム刺繍もアリガとしていた。

## 経歴

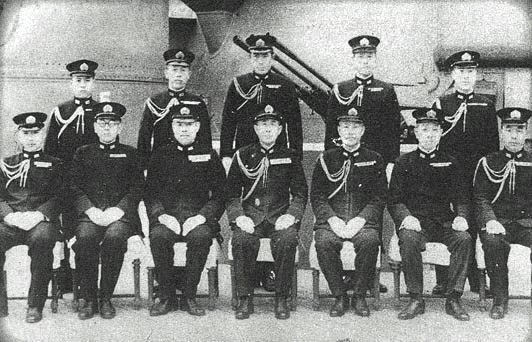
伊藤整一司令長官と第二艦隊司令部職員（1945年4月5日撮影）
最前列中央は侍従武官　中村俊久中将

長野県上伊那郡朝日村（現辰野町）に金物商・村長、有賀作太郎の長男(惣領）として生まれた。父の作太郎は旅順攻囲戦に参加して二〇三高地戦で殊勲をあげ、功六級金鵄勲章と多額の年金を授かるにいたった勇士だったが、息子の軍人志願には反対した。有賀は活発な少年として育ち、長野県立諏訪中学校（現長野県諏訪清陵高等学校）を卒業。1917年（大正6年）11月24日、海軍兵学校卒（45期、順位57/89）。二つ上の先輩に中沢佑が、同期には空母瑞鶴、大鳳の艦長を務めた菊池朝三や、軍令部第一部長を務めた富岡定俊、大和の艦長を務め後に第2艦隊参謀長となる森下信衛、武蔵の艦長を務め、坊の岬沖海戦では第二水雷戦隊司令官を務めた古村啓蔵などがいる。また、父・有賀作太郎は古村の海軍兵学校入学時の保証人でもあり、海軍兵学校に入る前から交流があった。
実家の平野屋金物店は有賀の相続放棄後、弟の次郎が継ぐはずであったが、父、次郎、さらに三男の正次、妹のふさへが相次いで病死したため、名義上家督を継ぎ、金物店店主となっていたが、実際は母親が一人で切り盛りしており、大和沈没時期には閉店していた。
初代神風型駆逐艦水無月（380トン）から経歴をスタートさせ、水雷戦隊の指揮官として経験を重ねた。1922年に戦艦長門の四番砲台長に任命されたが、規則のうるさい戦艦勤務に戸惑うこともあった。1923年大尉昇進、翌年1月27日に宮坂好子と結婚、10月に長男の正幸が誕生した。12月、峯風型駆逐艦秋風の水雷長に就任し、川内型軽巡洋艦神通の水雷長。この時美保関事件に遭遇し、水城圭次艦長の自決を経験した。1927年12月那珂の水雷長、1928年6月7日長女の良江が誕生、12月10日球磨型軽巡洋艦木曾の水雷長に転任する。1929年11月、若竹型駆逐艦夕顔の艦長に任ぜられ、初めて船の総責任者となった。航海長は当時の有賀を見て「これが駆逐艦乗りか」と感嘆した。
1930年12月、有賀は若竹型駆逐艦芙蓉の艦長に転じ、中国大陸沿岸警備任務についた。1932年、峯風型駆逐艦の太刀風と秋風の艦長を兼務する。1933年11月、神風型駆逐艦松風の艦長、1934年11月に新鋭の暁型駆逐艦電の艦長となる。有賀はようやく第一線級戦力の艦長をまかされたのである。1935年10月、艦長勤務を離れ、鎮海警備府参謀を命じられた。翌年9月17日、次女公子が誕生した。12月、軽巡洋艦川内の副長勤務となる。1938年12月、掃海艇6隻からなる第一掃海隊司令に任命され、日中戦争に加わった。掃海任務だけでなく、上陸支援や中国軍掃討任務もこなしたため、中国側から懸賞金をかけられ、その値段が徐々に上がっていったという一幕もある。
1939年11月、第二艦隊第二水雷戦隊第十一駆逐隊司令（初雪と白雪）司令となる。1940年11月、大佐に昇進。1941年6月18日、第四駆逐隊司令に任ぜられ、最新の陽炎型駆逐艦4隻（嵐、萩風、野分、舞風）を指揮下においた。11月15日、有賀は遺書を書いた。好子が遺書を読むのは、1945年9月20日に戦死内報が届いた時である。
太平洋戦争緒戦では、第四駆逐隊司令として近藤信竹海軍中将指揮する南遣艦隊に所属し、マレー作戦を支援した。12月8日朝、野分に命じてノルウェー船を拿捕する。日本軍のシンガポール占領の後、ジャワ海に進出した。3月1日、有賀指揮下の嵐と野分は商船3隻（4000t、3000t、3000t）、油槽船2隻（1500t）を撃沈し、商船ビントエーハン号（1000t）を拿捕。さらにイギリスの駆逐艦ストロングホールド、アメリカの砲艦アッシュビルを沈めた。3月4日、重巡洋艦愛宕と共同で豪州護衛艦ヤーライ、油槽船1隻を撃沈し、オランダ商船チャーシローアを拿捕した。一連の戦闘を「チラチャップ沖海戦」という。ミッドウェー海戦に参加。ミッドウェー海戦では、大破炎上した航空母艦赤城を指揮下の駆逐艦野分、嵐の魚雷によって沈没処分するという悲劇を味わった。有賀は初めて撃った魚雷が赤城に対するものだったことを嘆き続けた。その後ソロモン方面の諸海戦に参加。10月26日の南太平洋海戦では被弾した翔鶴から南雲忠一長官を迎え、一時的に中将旗を掲げた。1943年3月1日、重巡洋艦鳥海の艦長となり、南方に進出する。アメリカ軍機から10回近く襲撃されたが、高射砲長との息のあった連携で鳥海は被弾しなかった。1944年4月21日、デング熱に罹患し内地へ帰還。水雷学校（横須賀）教頭を拝命する。しかし実戦畑を歩いてきた有賀にとっては机上の学問を教授しなければならない教頭の職は本意ではなかったらしい。
1944年（昭和19年）11月6日、戦艦「大和」の第5代の艦長を命じられた。（実際に着任したのは12月10日）久しぶりの海上勤務である上に、帝国海軍の象徴･宝刀とも言える大和の艦長に補されたのが非常に嬉しい事であったらしく、海兵団にいた長男の有賀正幸宛に秘匿艦であり、本来ならば「ウ五五六」と暗号で記述するべきであるにもかかわらず「大和艦長　有賀幸作」と堂々と艦名を書いた手紙を送っている。手紙には『大和艦長拝命す。死に場所を得て男子の本懐これに勝るものなし』と書いてあり、これを読んだ正幸は、有賀が死を覚悟したことを悟ったという。
大和では、有賀の豪放磊落な性格（その時の逸話は後述）は大和乗組員に好意を持って受け入れられたという。連日の訓練で常に先頭に立ち、防寒コートも手袋も着用せずに艦橋に立つ有賀の姿は畏敬の念で見られた。一方で、海軍兵学校同期生の古村啓蔵（第二水雷戦隊司令官）は、有賀が「燃料不足で主砲の訓練さえできない」と弱音を吐くのを見て驚いたという。4月7日、坊ノ岬沖海戦にてアメリカ海軍空母艦載機386機の攻撃を受け、大和は沈没した。有賀も沈没した大和と運命を共にした。戦死時は海軍大佐であった。享年49。戦死後、4月7日付で海軍中将に昇格した。墓所は長野県辰野町見宗寺。なお、近くの法性（ほっしょう）神社に、戦う大和と有賀艦長の肖像レリーフで飾られた自然石の記念碑が建立されている。

## 死をめぐる諸説
有賀幸作は大和と運命を共にし戦死したが、戦死時の状況には諸説がある。
最も有名なのは、有賀が羅針儀に自身を縛り付けて大和と共に死を迎えたというものである。この説の出典は、大和の生還者でもある吉田満著のベストセラー『戦艦大和ノ最期』からである。羅針儀緊縛説はその壮絶さもあり、戦艦大和を扱った映画でも度々この説が採用され、広く巷間に知られ通説とされている。しかし出典の著者である吉田満は現場を直接見ていない。吉田は様々な生存者から聞いた話と吉田が実際に体験したことをベースに本を書いたが、噂や未確認情報なども記載され、初版出版時から抗議や疑義を受けた内容を多く含んでいた。だが、殆どそれらに対する追求取材、改訂がなされることはなかった。
その後、防空指揮所で有賀と共にいた塚本高夫二等兵曹（艦長付伝令）や、江本義男大尉（測的分隊長）が「鉄兜を被ったまま指揮用の白軍手で羅針儀をぐっと握りしめていた」と証言したことから、有賀は大和の対空指揮所にあった羅針儀にしがみ付き、そのまま沈んだとする説が有力になっている。（2005年に公開された東映映画『男たちの大和』では、有賀の最後をこの説に従った描写にしている）中尾大三中尉（防空指揮所高射砲長付）によれば、有賀は第一艦橋に下りていき、姿を消したという。これらの証言からも、有賀は羅針儀に縄で体を縛りつけてはいないという点では一致している。
大和沈没後に有賀が洋上で漂流し、声をかけたら海に沈んだと主張する生存者もいるが（辺見じゅん著『男たちの大和』で紹介された説）、状況から判断して前艦長であった森下信衛・第2艦隊参謀長を有賀艦長と見誤ったものと考えられている。
沈没時の混乱もあり、実際の目撃談や勘違いの目撃談、あるいは虚構（小説や映画でのフィクションの描写）が入り乱れ、有賀の最期に付いてはいまだ不明な部分もある。

## 逸話
- 机上の理論より実戦での経験を大切にする当時としては数少ない軍人の一人であった[24]。豪放大胆な性格で、戦上手な指揮官として部下からの信頼も厚い人物であった[25]。
- 家族思いの人物であり、帰宅すると女中にまで土産を配った。有名料理店や遊園地、観光地を巡るなど、家族団欒につとめた。長男の正幸は、有賀本人にとっても憩いの時間だったのだろうと述懐している[26]。一方で、潜水艦事故で沈んだ第六潜水艇と佐久間勉艇長の遺書を見学した時には、息子に軍人としての覚悟を語ったという[27]。
- 見事な禿頭の上に大変なヘビースモーカーで、部下から「エントツ男」とあだ名されたりしていた。また、極度の水虫にかかっており、艦内でも草履を履いていた[28]。
- 第四駆逐隊で有賀の部下だった者は、戦友会で「戦があれほど上手い人はいなかった」「絶対にやられることないと思った」「困った顔を見たことがない。安心できた」「部下を可愛がり、怒ったことはなかった」「部下がタバコをかすめたことに気付いても何もいわなかった」「戦闘中でも決して慌てなかった」「笑っているが、締めるところは締める人」などと、戦争が終わってからも高く評価している[25]。元「鳥海」高射長は、爆弾・魚雷に対する回避運動に優れ、臨機応変に対応する実戦型指揮官だったと回想[24]。忍耐力と決断力がある点で、キスカ島撤退作戦で名を馳せた木村昌福少将と似ていると評した[29]。また有賀があまりにも前線に出るため、心配した山本五十六大将が「有賀を殺すな」と言ったという[30]。
- 戦死した部下の内縁の妻が横須賀に住んでいた有賀を尋ね、遺族扶助料をめぐるトラブル解決を依頼した。有賀はただちに東北地方へ遺族間のトラブル解決に出向いた[31]。
- 駆逐艦「電」艦長だった時、山本啓志郎（後の自衛艦隊司令官）が通信士少尉として着任した。有賀は本来大尉がやるべき当直将校と哨戒長をまかせ、操艦もまかせた[32]。事故が起きれば艦長の責任になるのだが、有賀は教育を優先した。さらに上級司令部からの通達、戦策を片端から読ませ、山本を鍛えた。山本は有賀に仕えたことを神に感謝したという[33]。
- 1942年3月1日ジャワ攻略戦の際、駆逐艦嵐が逃走するイギリスの駆逐艦ストロングホールドを追撃した。距離10kmで砲術長と水雷長が撃たせてくれと懇願すると、有賀は指揮所で「足が痒くてかなわん。薬を塗ってくれ」と衛生兵に水虫の治療をさせ、発砲を許さなかった[11]。距離6000mになってから大声で射撃を命じ、英国駆逐艦を撃沈した。また3月4日には、艦砲で開けた穴に爆雷を投げこむ方法で油槽船を撃沈した後、英軍将兵18名、中国人船員12名を救助した[11]。
- ミッドウェー海戦時、乗艦の嵐は沈んだ赤城の乗組員1400名で満載となり、彼らは甲板上で波しぶきに震えていた。そこで「人道問題なり、見るに忍びぬ、一刻も早く収容されんことを望む」と打電し、戦艦榛名に移乗させた[34]。
- 菊水作戦が発令された際、大和やその他の艦に乗艦していた傷病者と古参兵、兵学校卒業直後の少尉候補生計53名が第二艦隊司令長官伊藤整一中将の命令により退艦命令が出される。しかし『戦艦大和の主』を自称していた奥田少佐（第二主砲砲塔長）に激しく退艦を拒否される。奥田少佐は「大和が死にに行くのなら、ワシが付いて行って最後を見てやらねばならぬ」と激怒し、艦橋に居た有賀の所に怒鳴り込んで行ったと云う。有賀は怒り狂う奥田少佐に対し軍人勅諭を例に出しながら説得する。有賀の説得に奥田少佐も折れ退艦命令を受け入れる。有賀・奥田両名も涙を流し、その姿に艦橋に居た将校・兵士も思わずもらい泣きをしたという[35]。
- 候補生退艦にあたって有賀に直談判したのは、阿部一孝先任候補生であるという[36]。問答を繰り返すうち、氏名不詳の士官が「もっと鍛えなければどうにもならん」と説得した。候補生室に戻った阿部は仲間達に囲まれたが、候補生指導官の副砲長清水芳人少佐が「乗艦したばかりで配置がないではないか」と諭し、全員が諦めたという[37]。大和の副長の能村次郎によれば、候補生が集合したのは艦長室前で、有賀の退艦命令の後に候補生を説得したのは能村とされる[38]。
- 菊水作戦出撃前の夜（能村副長の記憶では4月5日夜[39]）、連合艦隊最後の出撃に未練が無い様にと将兵を気遣い『無礼講の宴会』を許可した。宴もたけなわの時、青年海軍士官達が飲んでいる所へ訪れ、その際酩酊した1人の士官に「木魚が来た！」と頭をペチペチと叩かれたと云う。有賀は青年士官の無礼な行為を許し、高笑いをしてされるに任せていたと云う。なお、このエピソードは、1981年に劇場公開された東宝映画『連合艦隊』（監督：松林宗恵。特技監督：中野昭慶）でも、形を少し変えた上で描かれている。
- 有賀は大和での勤務が短く操艦に慣れていなかった為、多数の魚雷を被雷したという評がある。これに対し、航海士の山森は「あの状況では森下参謀長（レイテ海戦では巧みな操艦を行い、大和に被害をあまり出さなかった）でも同じだっただろう」と述べている[40]。

## 有賀幸作を演じた人物
- 佐々木孝丸（『戦艦大和』1953年）
- 河津清三郎（『太平洋の翼』1963年）
- 中谷一郎（『連合艦隊』1981年）
- 平泉成（TBS『愛と哀しみの海　戦艦大和の生涯』1990年）
- 上條恒彦（フジテレビ『戦艦大和』1990年）
- 奥田瑛二（『男たちの大和/YAMATO』2005年）
- 納谷悟朗（『宇宙戦艦ヤマト』声・戦艦大和沈没の回想シーンに登場）